# Božići
Božići (cirill betűkkel Божићи) egy falu Montenegróban, az Andrijevicai községben.

## Népesség
- 1948-ban 374 lakosa volt.
- 1953-ban 368 lakosa volt.
- 1961-ben 375 lakosa volt.
- 1971-ben 316 lakosa volt.
- 1981-ben 342 lakosa volt.
- 1991-ben 223 lakosa volt
- 2003-ban 250 lakosa volt, akik közül 165 szerb (66%), 67 montenegrói (26,8%), 78 ismeretlen.